# Tereticus pubicollis
Tereticus pubicollis är en skalbaggsart som först beskrevs av Leon Fairmaire 1899.  Tereticus pubicollis ingår i släktet Tereticus och familjen långhorningar.
Artens utbredningsområde är Madagaskar. Inga underarter finns listade i Catalogue of Life.